# Familia Sina

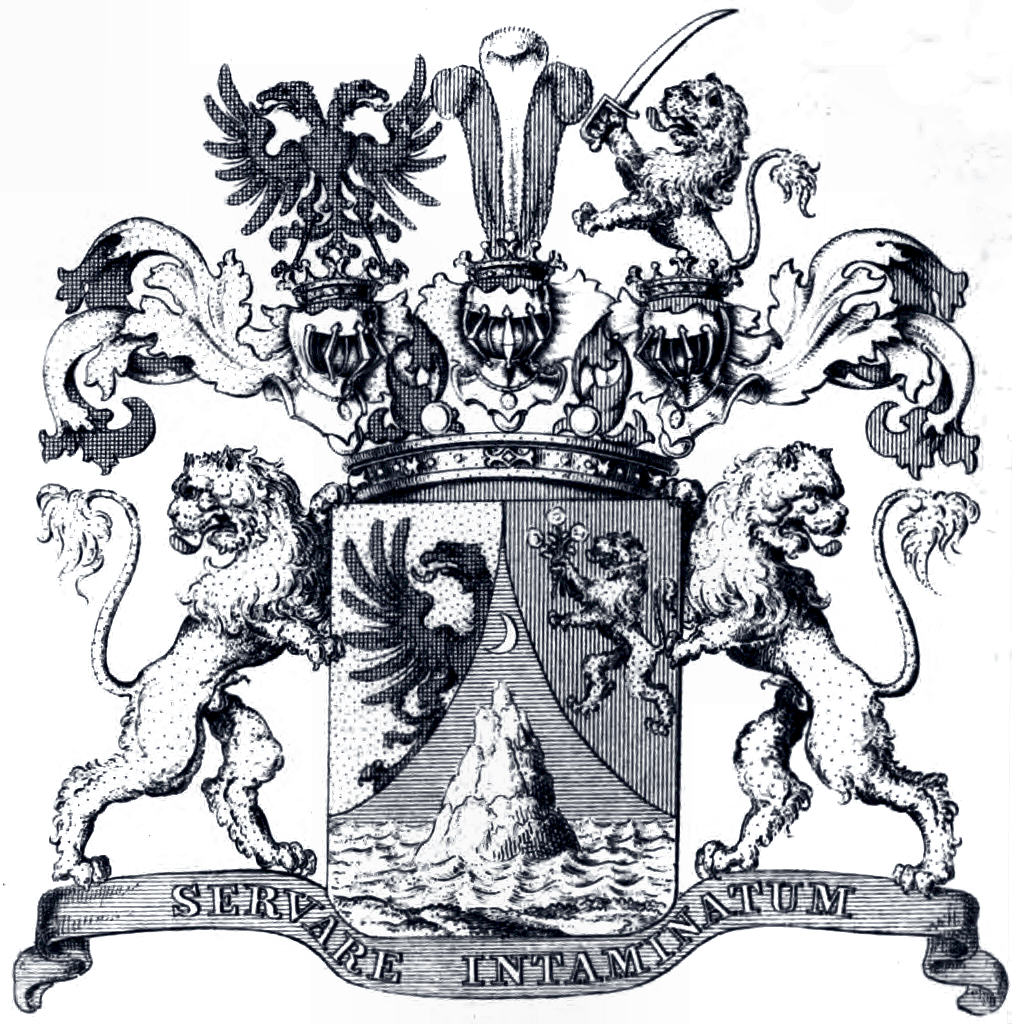
Stema baronilor de Sina, 1838

Baronii Sina de Hodos și Kisdia au fost o familie de bancheri și întreprinzători pe timpul imperiului habsburgic. Ei au fost, pentru mai puțin de un secol, una din cele mai bogate și puternice dinastii din punct de vedere economic din imperiu, fiind cei mai crânceni concurenți ai familiei Rothschild. De asemenea, familia Sina a fost singura familie creștină între cei mai mari bancheri din Austria imperială. Fiicele ultimului Sina s-au căsătorit cu membrii din vechi familii nobile românești, tatăl acestuia cu o Ghika. Toți succesorii de sex masculin au dus – în trei generații –  numele „Simon” în primul sau al doilea loc. Familia Sina a sprijinit financiar mișcările naționale grecești și românești.

## Istoric

### Origini

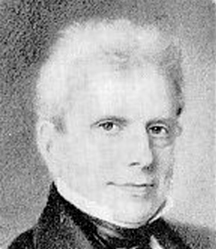
Baronul Georg Simon de Sina

După „Semigotha” din anii 1912 și 1913 precum și după „Neues Wiener Journal” din 1910, baronii de Sina au fost descendenții  unei familii de origine aromână din Moscopole . Familia n-a venit din Grecia, cum se crede adeseori in mod greșit, ci din provincia otomană Bosnia, fiind insa de religie ortodoxă. Sigur este, în orice caz, de la începutul secolului al XVIII-lea precum pe toată vremea existentei ei în Austria, ca familia a fost de această religie. 

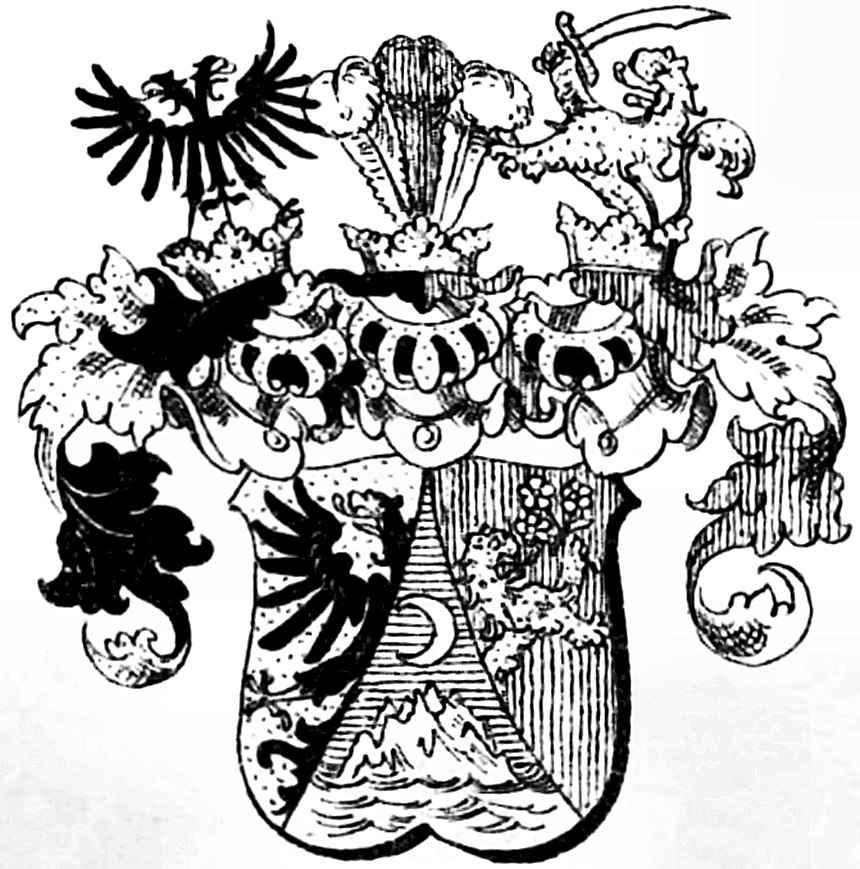
Sina, stema ungureasă, 1818

### Familia Sina în Austria
Primul menționat a fost Simon Georg Sina, zis cel Bătrân, (n. 1753, Sarajevo, - d. 3 august 1822, Viena) El a fost om de afaceri in Bosna-Serai  (pe atunci Imperiul Otoman). În special s-a ocupat cu  exportul și importul de tutun. Simon a fost căsătorit de două ori. Prima nevastă (1782) a fost Irene Czippe (1767-1793) cu care a avut un fiu pe nume Gheorghe Simeon (Georg Simon) de Sina (1782-1856), a doua soție (1802) Katharina von Gyra (n. 1777 – 1 mai 1843). Cu dânsa a avut de asemenea un fiu, pe Johann Simon (n. 6 ianuarie 1804, Viena – d. 4 mai 1869, Viena).
Acest prim menționat Sina a fondat, în 1798, o casă de comerț angro în Niș. Începând cu anul 1803 bătrânul Sina l-a făcut pe primul său fiu Georg Simon partener în întreprindere.
După ce s-a mutat la Viena în 1811, el a devenit supus al imperiului austriac, primind permisiunea pentru a conduce o firmă de comerț angro și acolo. În consecință, Sina a fondat în capitala austriacă instituția „Casa de comerț angro și bancară Sina”. 
După achiziția dominioanelor maghiare Hodos și Kisdia el și fiii săi au fost ridicați la rangul de nobili unguri cu titlul „de Hodos și Kisdia”, pe 3 aprilie 1818.
În urma morții tatălui său în 1822, prim născutul fiu Georg Simon a preluat casa bancară sub nume propriu, fratele său vitreg, Johann Simon, rămânând implicat. La 26 iulie 1832 frații au fost numiți baroni maghiari, și la 8 martie 1838 de asemenea baroni austrieci. De atunci banca s-a denumit „Bankhaus Baron von Sina”. Pe lângă aceasta au obținut, în 1836, dreptul de a purta acest titlu în Boemia, Moravia și Silesia.
Georg Simon a posedat moșii în Țara Românească, Ardeal, Banat, Ungaria, Boemia, Moravia, Austria Inferioară (Mauerbach, Rappoltenkirchen, Gföhl, Leopoldsdorf) și Grecia precum imobiliare la Viena. El a participat la fundații de fabrici și la construcția de căi ferate, fiind considerat ca unul dintre cei mai bogați oameni din monarhie în jurul anului 1850, fiind cel mai puternic concurent al familiei Rothschild precum și singurul creștin dintre cei patru mari bancheri austrieci. A fost căsătorit cu Katharina Derra von Moroda (n. 24 iulie 1792 - d. 10 iulie 1851) și a avut un fiu, singurul urmaș masculin al familiei (vezi mai jos). Georg a fost un important finanțator al curentului cunoscut drept Școala Ardeleană.
La moartea sa, statul îi datora 3 milioane fl. După George Simon a fost denumită postum Sinagasse în sectorul vienez 22, Leopoldstadt (1877), mai înainte Jägergasse.
Johann Simon (Ioan Simeon), al doilea fiu al bătrânului Sina, a fondat în anii patruzeci ai secolului al XIX-lea pe proprietatea sa Szent-Miklós în Ungaria una dintre cele mai mari fabrici de zahăr din sfeclă de zahar din Austria, a cărei rentabilitate însă a scăzut odatā cu trecerea anilor extrem. Având pierderi materiale semnificative, a preferat închiderea fabricii. A rămas însă co-partener al băncii fratelui său, dar cu o anuitate de numai 60.000 fl. pe an. De atunci, vienezii l-au poreclit, spre deosebire de fratele său vitreg extrem de bogat Georg Simon, „Sina cel sărac”. Totuși el a jucat pentru mai mulți ani un rol important în societatea vieneză. Johann a ocupat posturi oficiale înalte. A fost printre altele director al Băncii Naționale, a căii ferate de stat și președinte al cunoscutei societății „Donaudampfschiffahrtsgesellschaft”. Dar suferințe grave l-au forțat să demisioneze din toate aceste funcții la Viena și într-o dimineață la începutul anului 1869 ziarele au raportat, că a murit de apoplexie la micul dejun. Johann Simon a fost căsătorit cu Marie von Nicarussi (n. 6 aprilie 1818). Soții nu au avut descendenti.

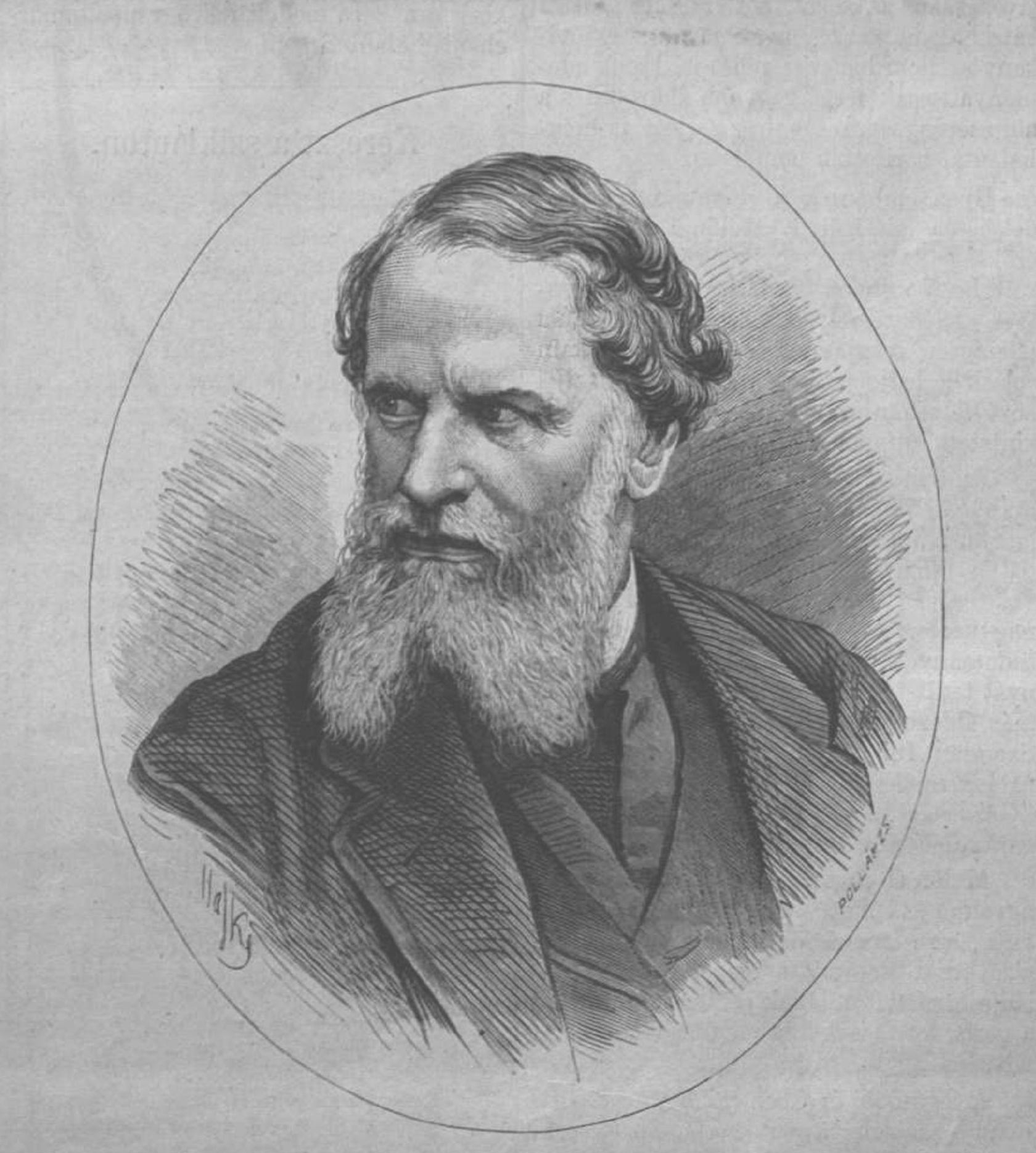
Baronul Simeon de Sina pe la1870

Simeon Gheorghe (Simon Georg) de Sina (1810-1876), fiul și nepotul antecesorilor lui cu același prenume, a fost consilier secret și membru al Camerei Superioare al imperiului austriac (1874). De asemenea, nobilul a fost membru al Senatului, a întreținut conducerea Academiei Maghiare de Științe precum și a Academiei de Arte Frumoase de la Viena. A exercitat funcția de director al consiliului general de credit bancar ungar. 
După moartea tatălui său, el a fost singurul moștenitor al unei averi imense, luând în societatea austriacă în scurt timp o poziție în care a fost resimțit mai puțin ca proprietar de mari bogății, cât mai degrabă ca un administrator al banilor săi pentru cele mai nobile scopuri. 
Așa a dăruit un total de 40.000 de florini distribuite către diferite instituții publice din Pesta. Ca legat regal grec a plătit, în 1858, extinderea bisericii neunite grecești (Viena 11, Fleischmarkt 13) de către arhitectul Theophil Hansen printr-un pridvor impresionant. Tot Hansen a înlocuit, în 1859-1860, vechiul „Palais Sina” cu o clădire nouă (coordonatele, vezi mai sus). În 1864 a finanțat după războiul germano-danez repatrierea trupelor austriece din Schleswig-Holstein. Baronul a sprijinit financiar cea mai mare parte a construcției universității din Atena. El a obligat de asemenea printr-un codicil pe moștenitorii săi, ca, în cazul că  suma de un milion fl. avizată pentru construcția ei nu va fi epuizată până la moartea sa, banii rămași să fie folosiți în acest scop. A lăsat printre altele săracilor din Viena 60.000 fl., celor din Rappoltenkirchen 6.000 fl. precum și mari sume de bani pentru cultele creștine, dar și pentru cel evreiesc.

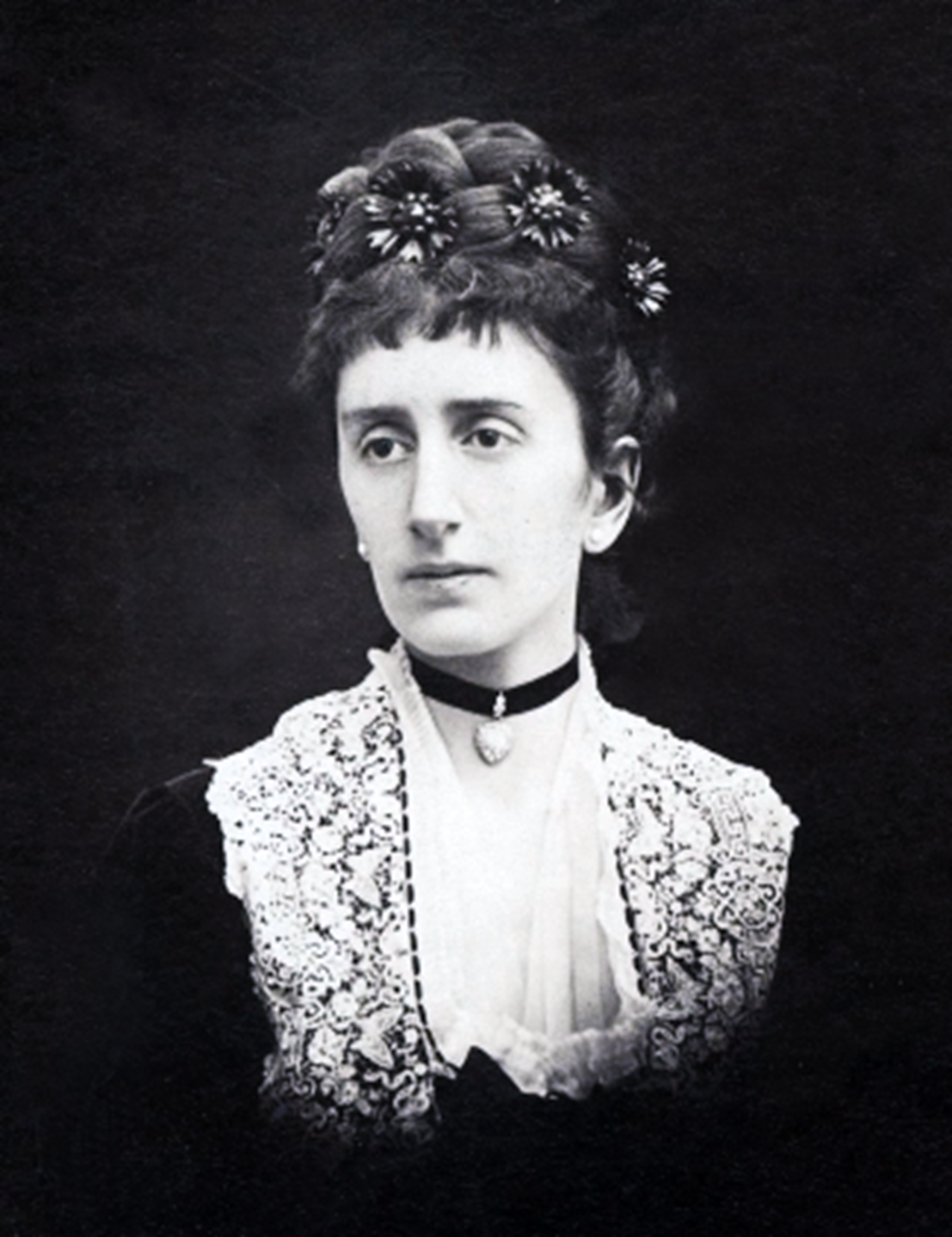
Elena Ipsilanti, născ. baronesă de Sina pe la 1875

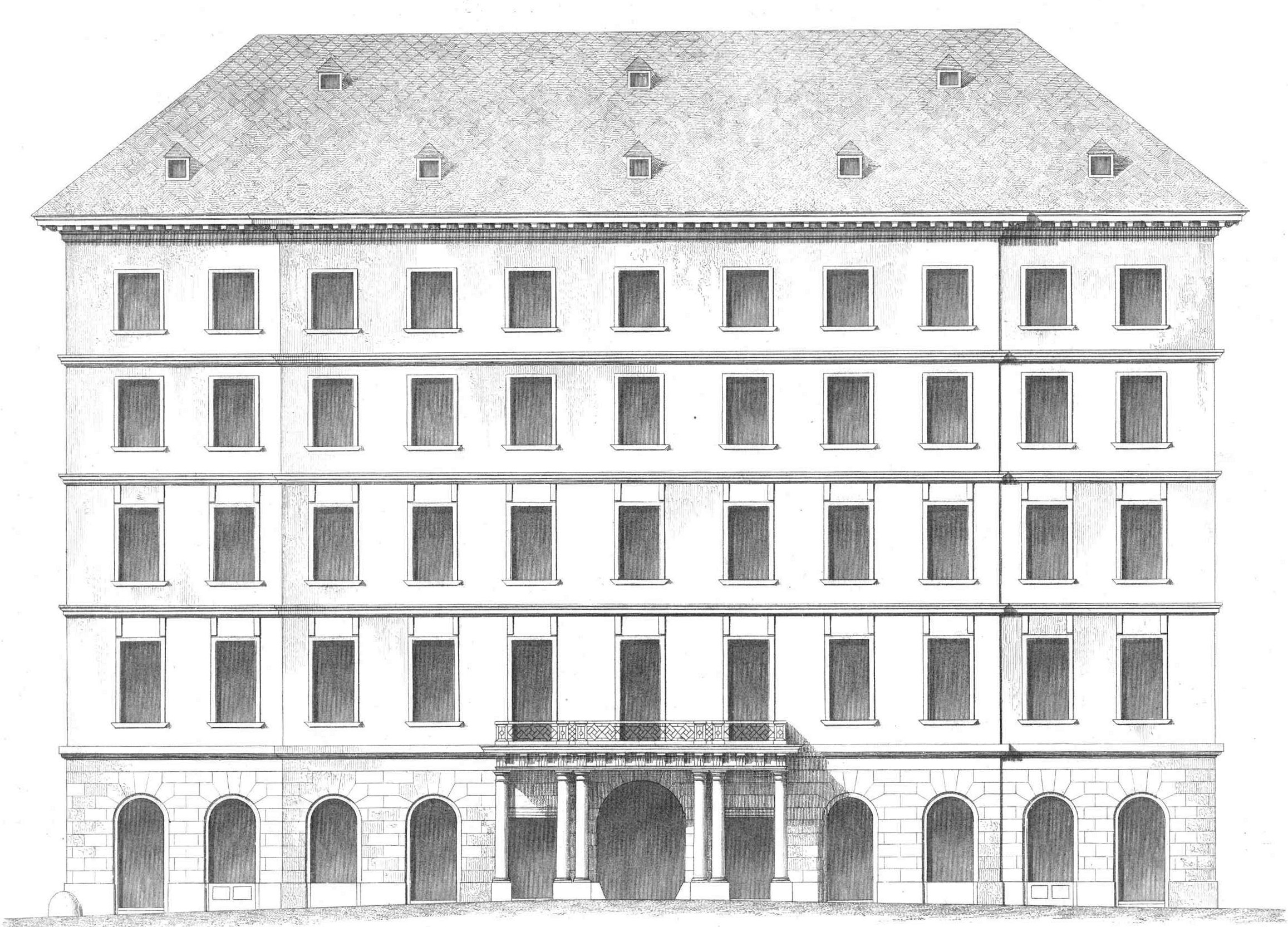
Palatul nou al baronilor de Sina la Viena

Baronul s-a căsătorit cu Iphigénie (1815-1884), fiica  lui Constantin Emanoil Ghika (1780–1825), și a Anastasiei Dadányi de Gyülvész (1780-1844. Soții au avut un fiu, Gheorghe, care a murit de copil și patru fete:
- Anastasia (n. 8 octombrie 1838, Viena - d. 24 februarie 1889, Viena) căsătorită pe 11 ianuarie 1860 la Vevey cu contele Victor Ägidius Heeremann von Wimpffen (n. 24 iulie 1834, Hietzing - d. 22 mai 1897, Battaglia), consilier secret, președinte al căilor ferate austriece-de sud-vest (Austria Inferioară), inspector general al telegrafelor austriece de stat în Ministerul Imperial al Comerțului (1876), scriitor etc.[14]
- Irena (n. 4 august 1843 - d. 1881, Île de France, Paris) l-a măritat la 19 mai 1864 în Paris pe Gheorghe Mavrocordat, boier mare și întreprinzător, care a clădit Casa Mavrocordat (Palatul Copiilor) la Vaslui în 1883-1892. Fiul acelora a fost George (n. 1865, Île de France, Paris - d. 1939, Nisa).[15]
- Elena (n. 12 martie 1845, Viena - d. 16 octombrie 1893) căsătorită pe 23 noiembrie 1862 cu diplomatul și ministrul plenipotențiar la Viena Grigore Ipsilanti (n. 17 septembrie 1835 - d. 19 februarie 1886, Paris) din familia domnească
- Iphigénie (n. 1 iulie 1846, Île de France, Paris d.  27 iulie 1914, Viena) căsătorită 1) pe  24 mai 1864 la Paris cu Edmund Charles de la Croix, Duc de Castries (n. 16 aprilie 1838, Chateau Castries, Corsica - d. 19 aprilie 1886, Île de France, Paris), cumnatul președintelui francez, mareșalului Patrice de Mac-Mahon;[16] 2) pe 25 octombrie 1887 cu Emmanuel vicomte d' Harcourt (n. 23 iunie 1844 - d. 18 septembrie 1928), ofițer de cavalerie francez.[17][18]

Baronul reprezintă ultimul succesor bărbătesc din această familie. Cu moartea lui Simeon Gheorghe s-a stins numele Sina.